# Іваньки (Липовецька міська громада)
Іва́ньки — село в Україні, в Липовецькій міській громаді Вінницького району Вінницької області. Населення становить 289 осіб на 2021 р. 
Поблизу села знаходиться кратер, що утворився внаслідок падіння метеориту. Це загадкове явище зображено на гербі села.

## Історія
На початку Іваньки знаходилося у Брацлавському воєводстві, а після Другого поділу Речі Посполитої, стає частиною Брацлавського намісництва, а згодом і частиною Київської губернії Липовецького повіту Іваньківської волості, центром якої ж і був, а згодом селу надали й герб, який використовується й дотепер.
У Географічному словнику Королівства Польського, описується володіння селом родиною Хоїнських, де, згодом, Владислав Хоїнський продав село полковнику Еразму Стогову.
Лаврентій Похилевич згадує Іваньки у Сказанні про населені місцевості Київської губернії. Там Похилевич згадує поштову дорогу з Липовця до Жорнищ, річку Собок, яка тече через село,населення (815 людей) та площу (1538 десятин), Димитріївську церкву (не збереглася до наших днів) і власника Еразма Стогова.
12 червня 2020 року, розпорядженням Кабінету Міністрів України № 707-р «Про визначення адміністративних центрів та затвердження територій територіальних громад Вінницької області», об'єднане з Липовецькою міською громадою.
19 липня 2020 року, в результаті адміністративно-територіальної реформи та ліквідації Липовецького району, село увійшло до складу Вінницького району.

## Герб села
На гербі села зображений одинокий лебідь. Існує легенда, що поселення заснувала вдова. Відображена також і місцева астроблема — місце падіння гігантського метеорита.

## Галерея

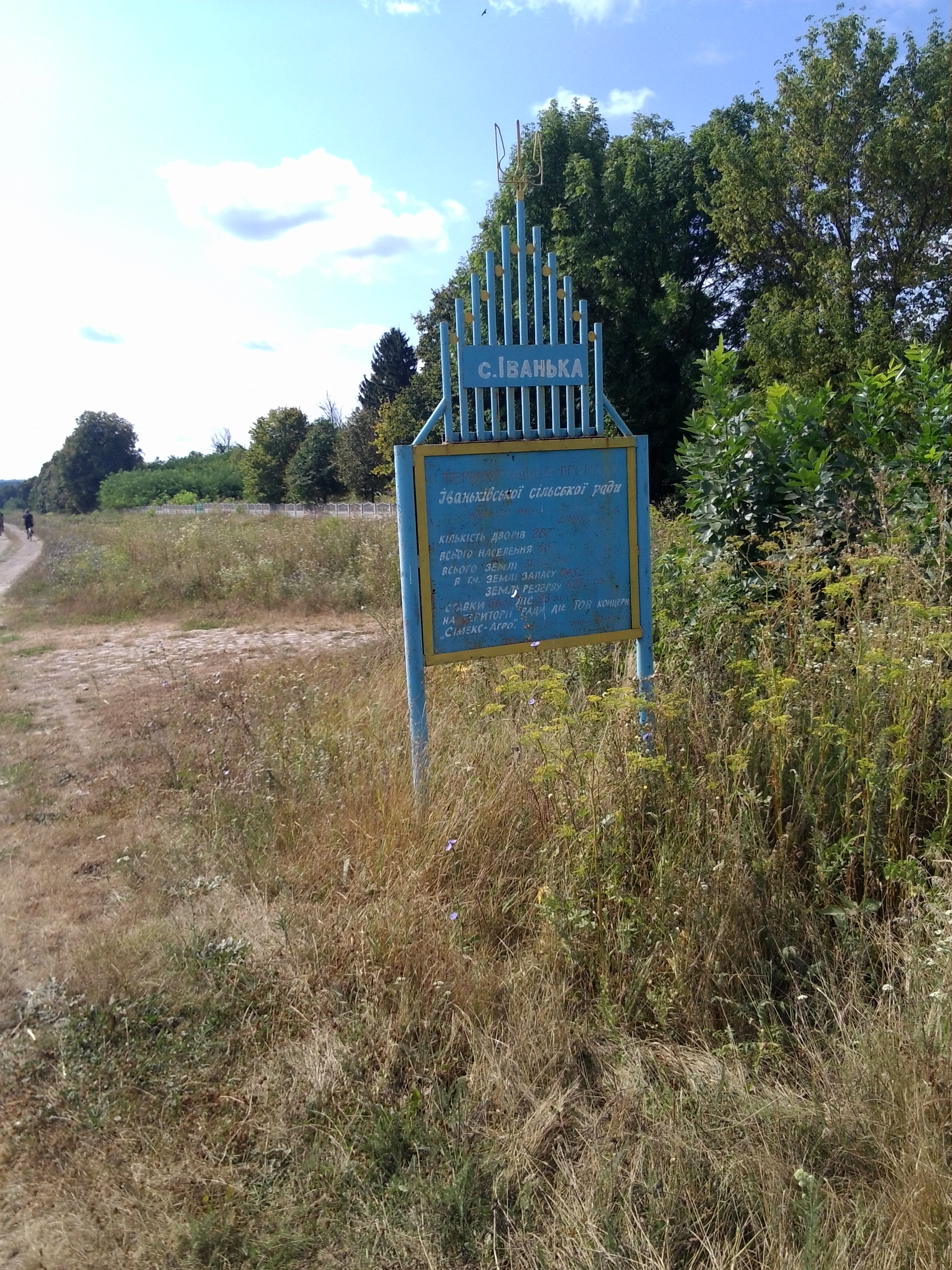
В'їзд до села
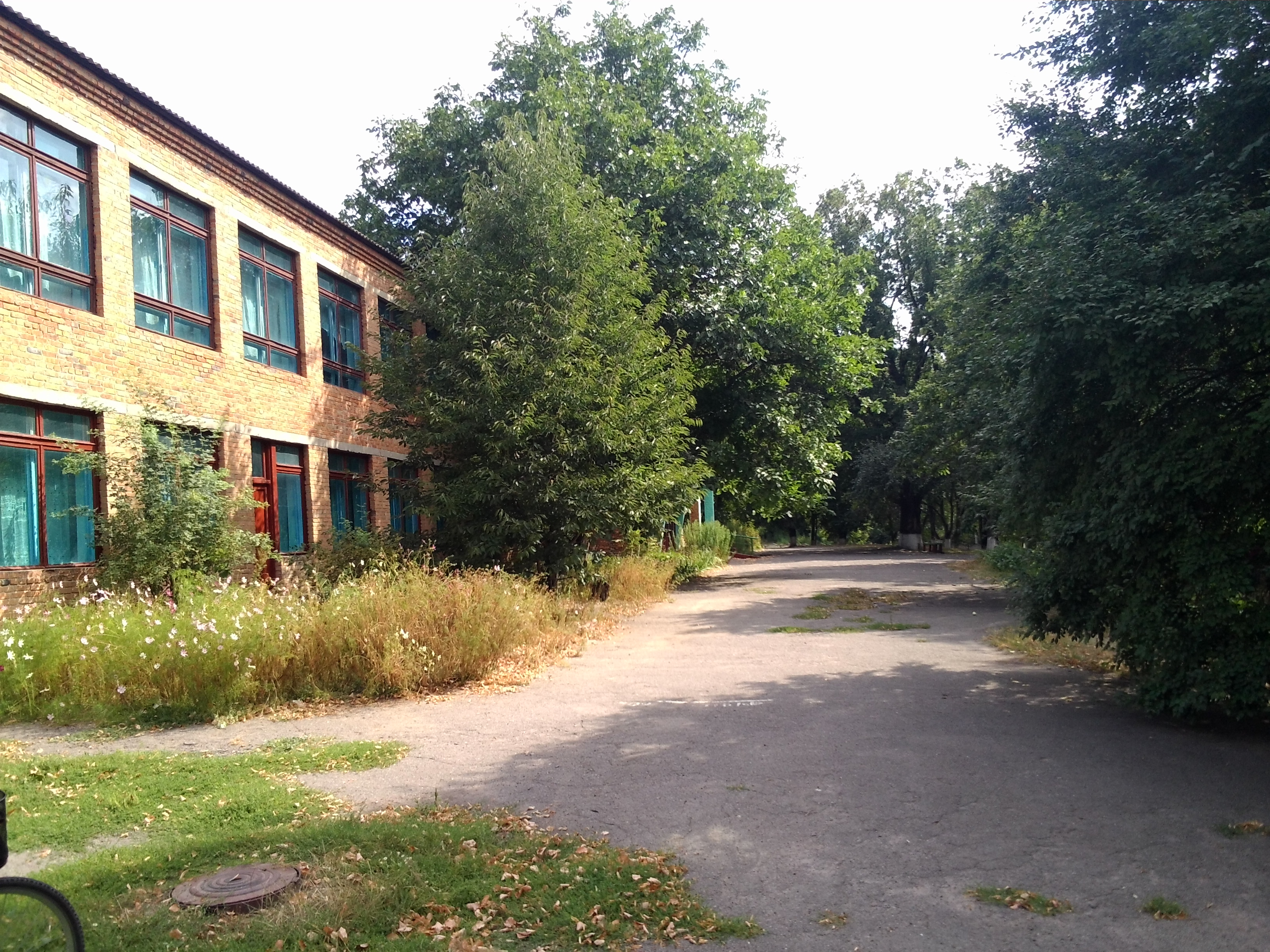
Школа
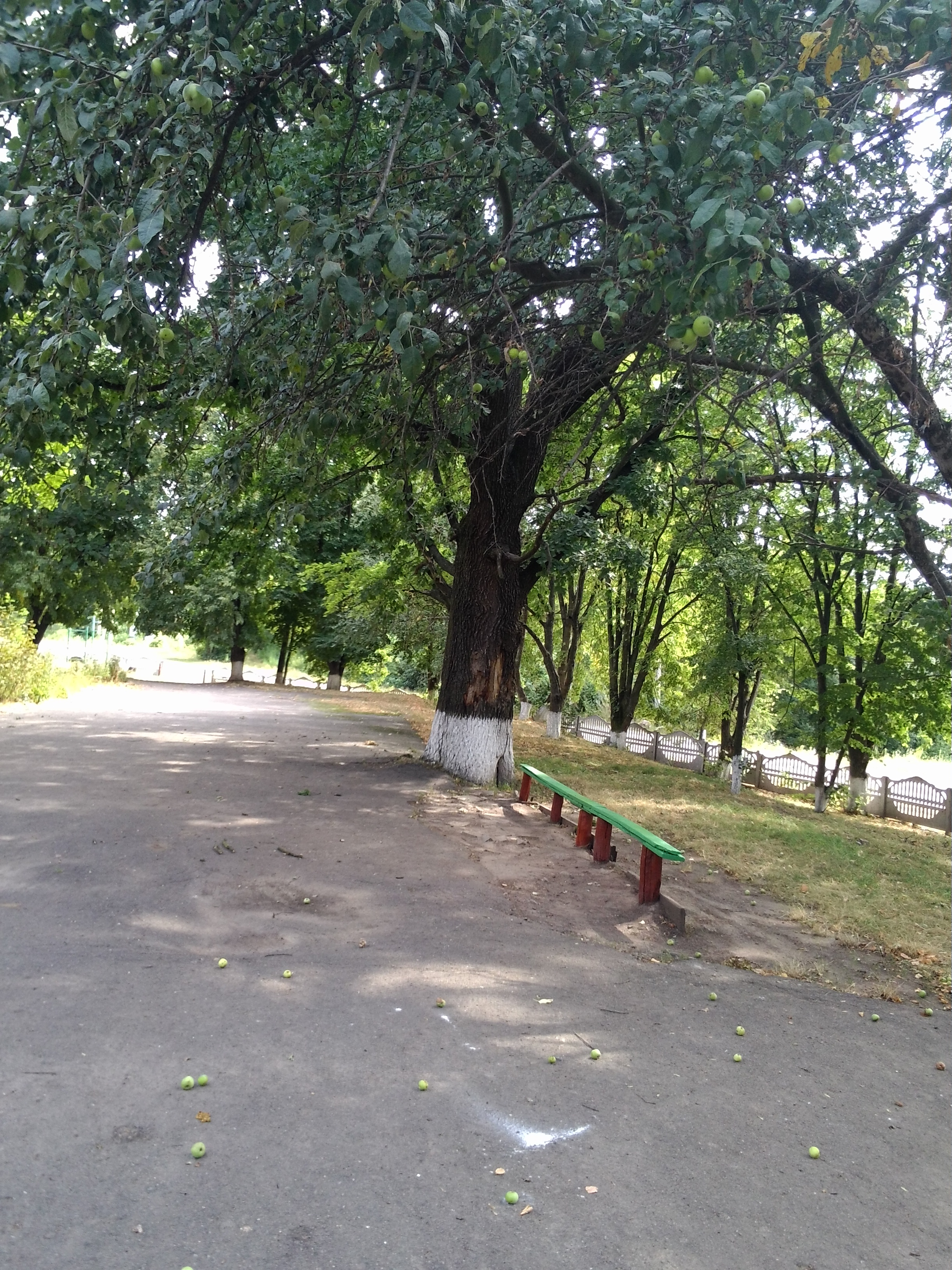
На території школи
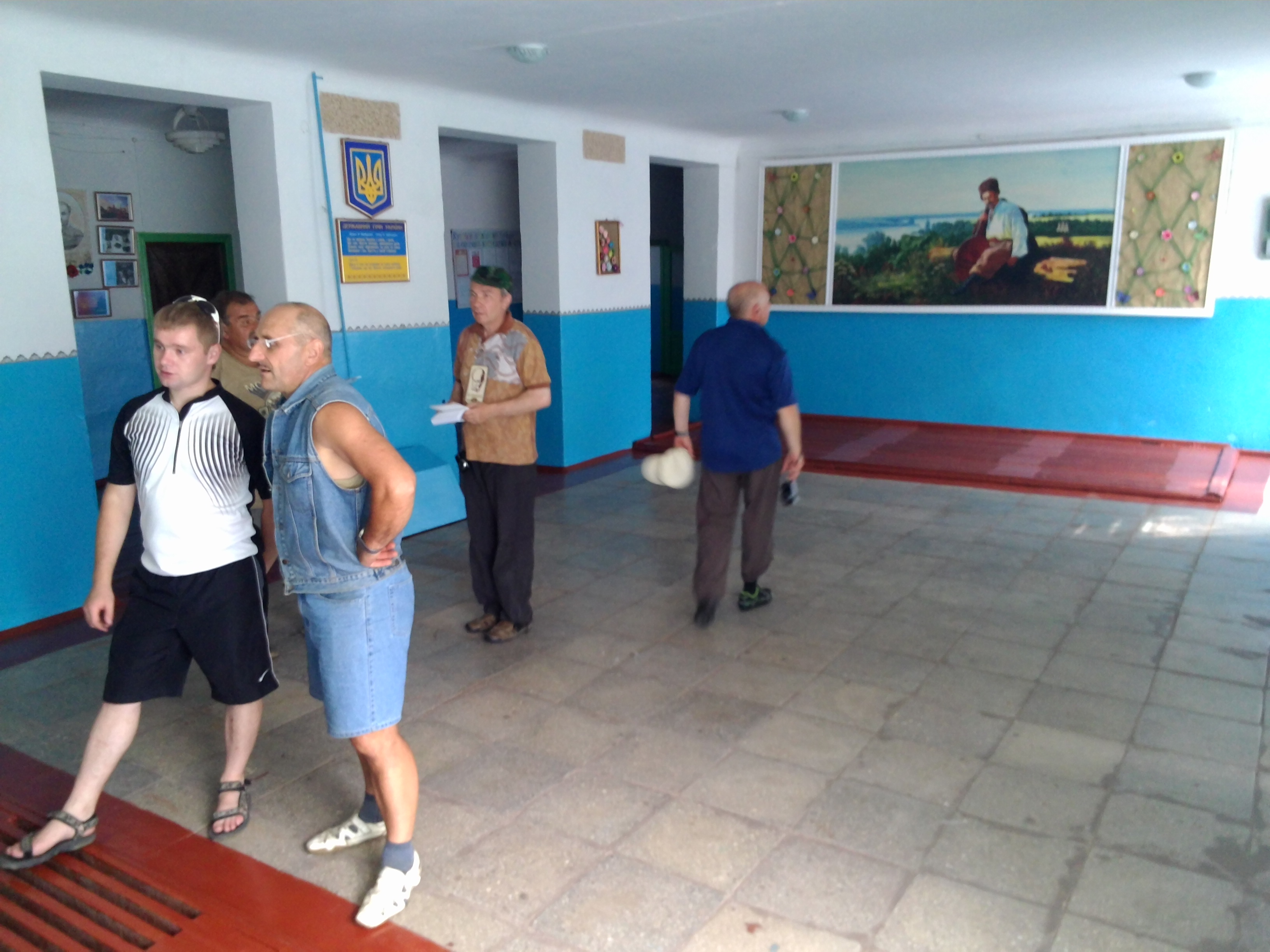
У школі
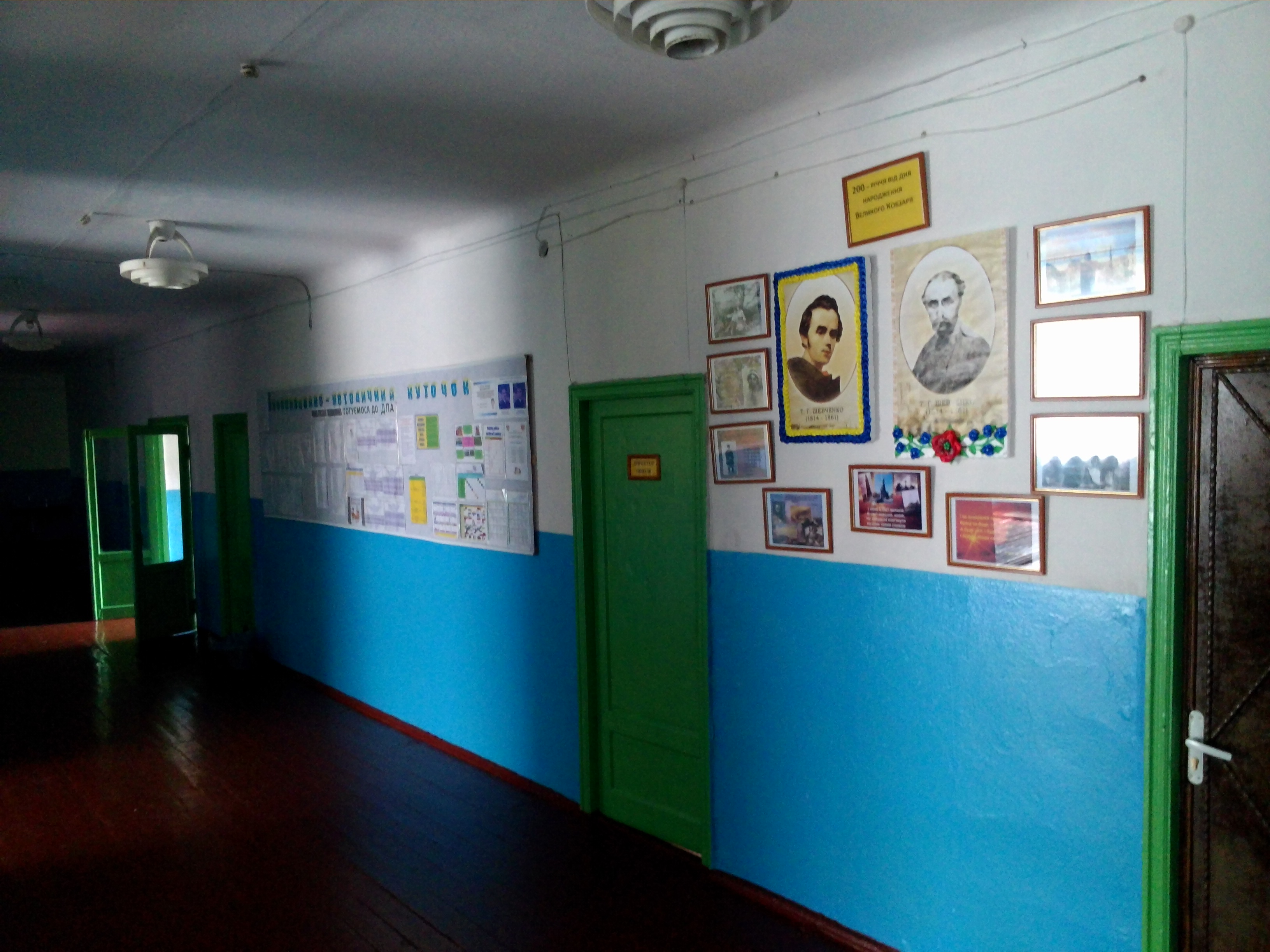
У школі
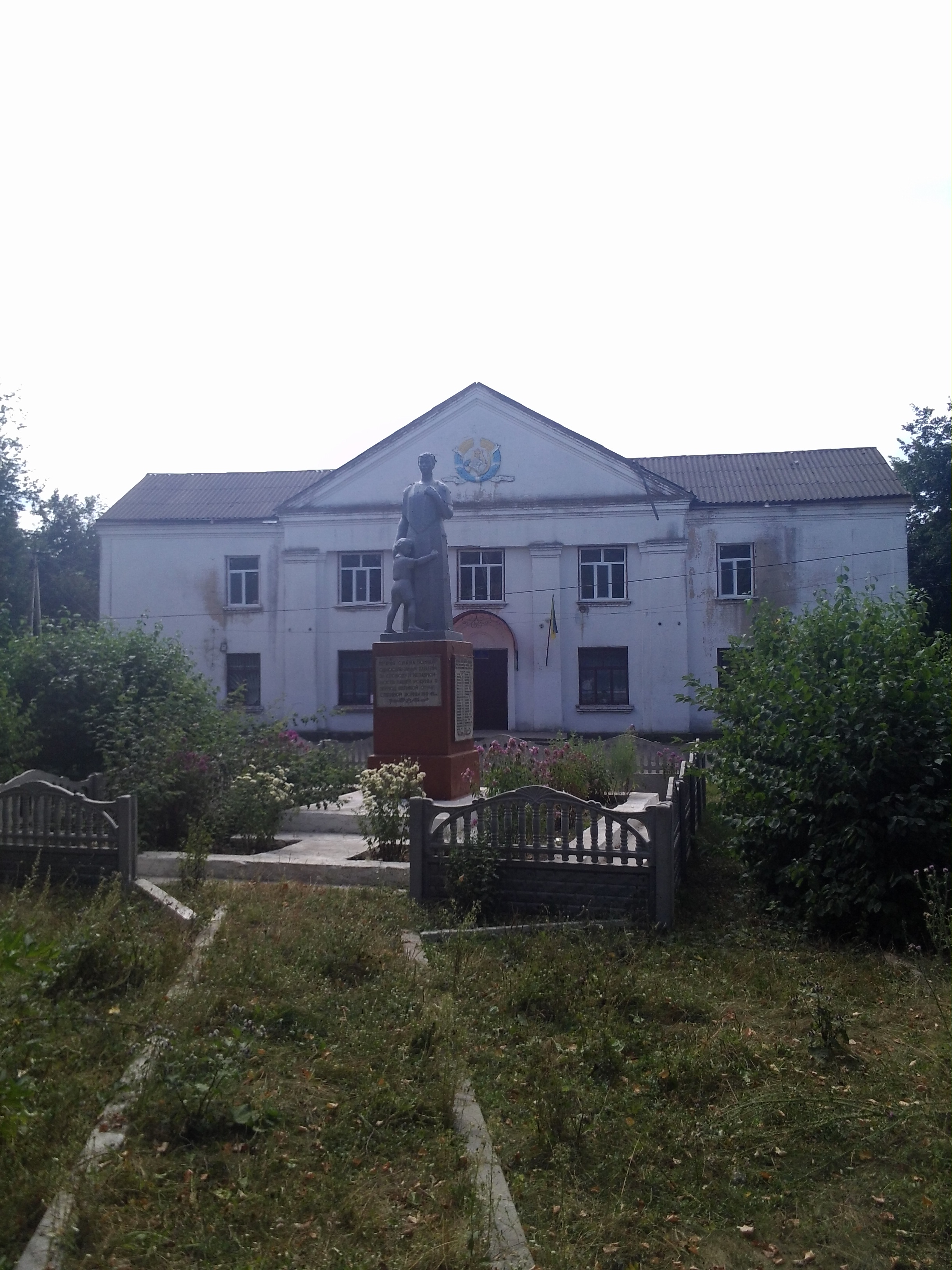
Пам'ятник воїнам-односельчанам та Будинок культури
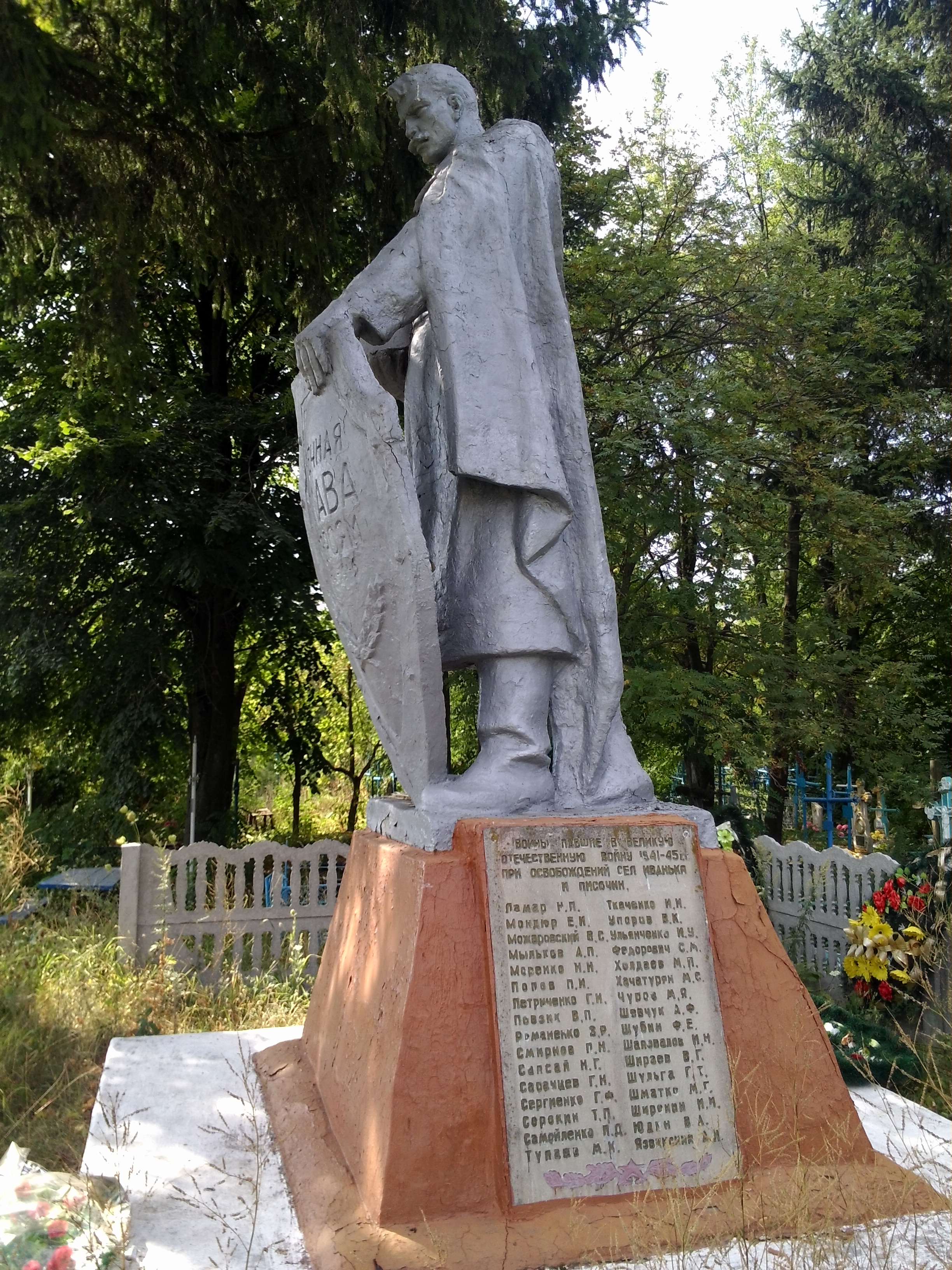
Пам'ятник на братській могилі на кладовищі
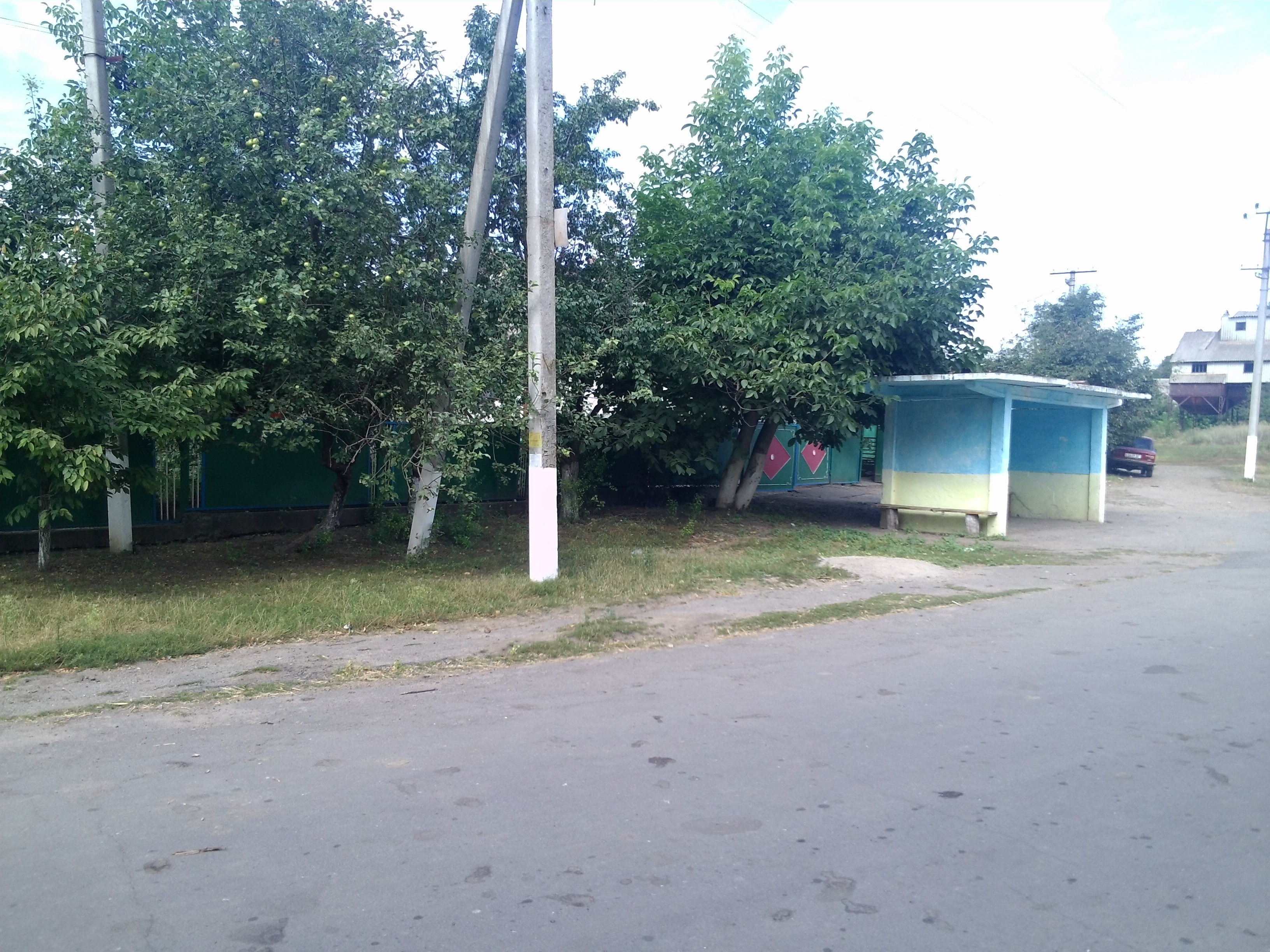
Автобусна зупинка
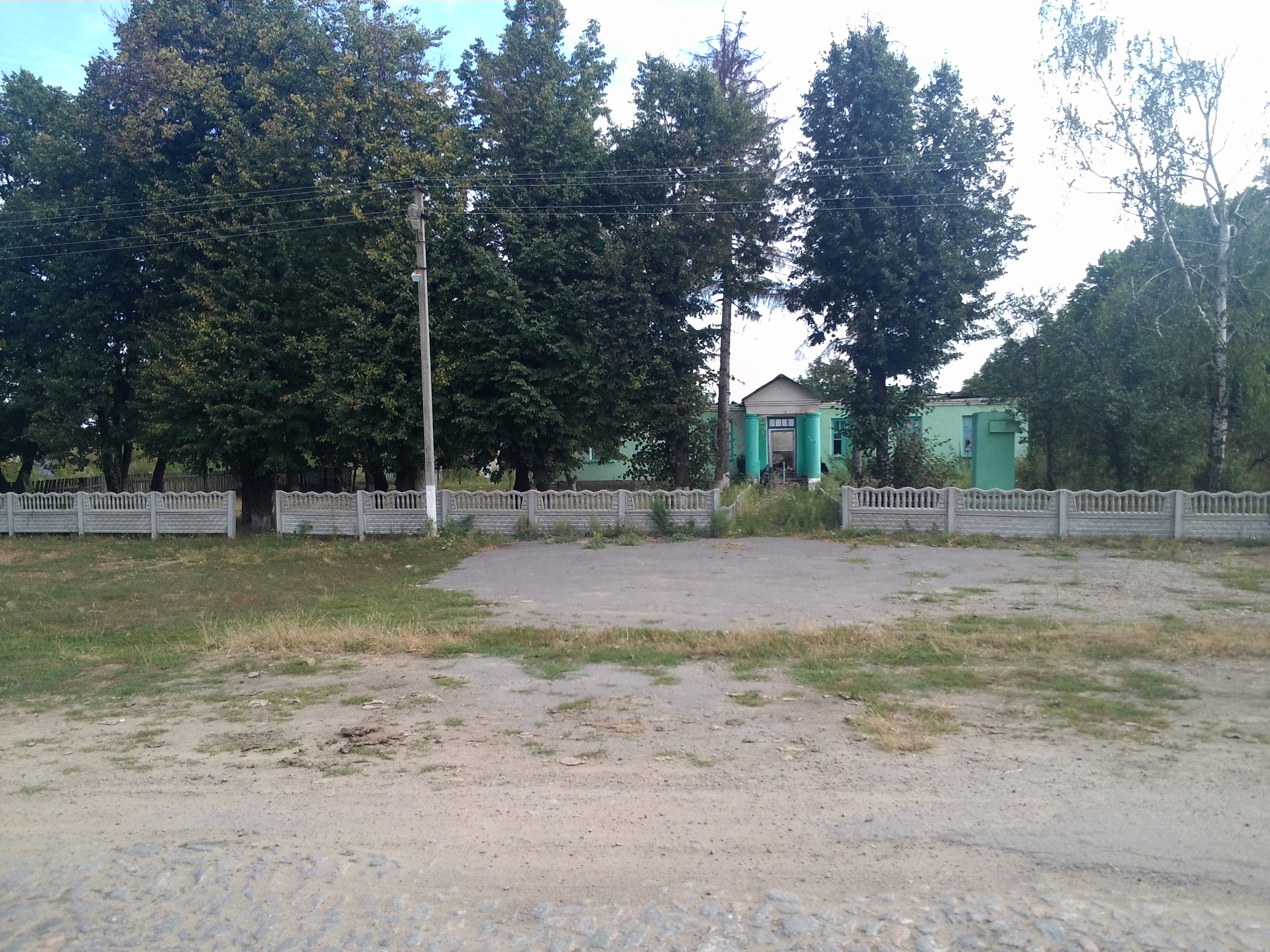
Колишня контора
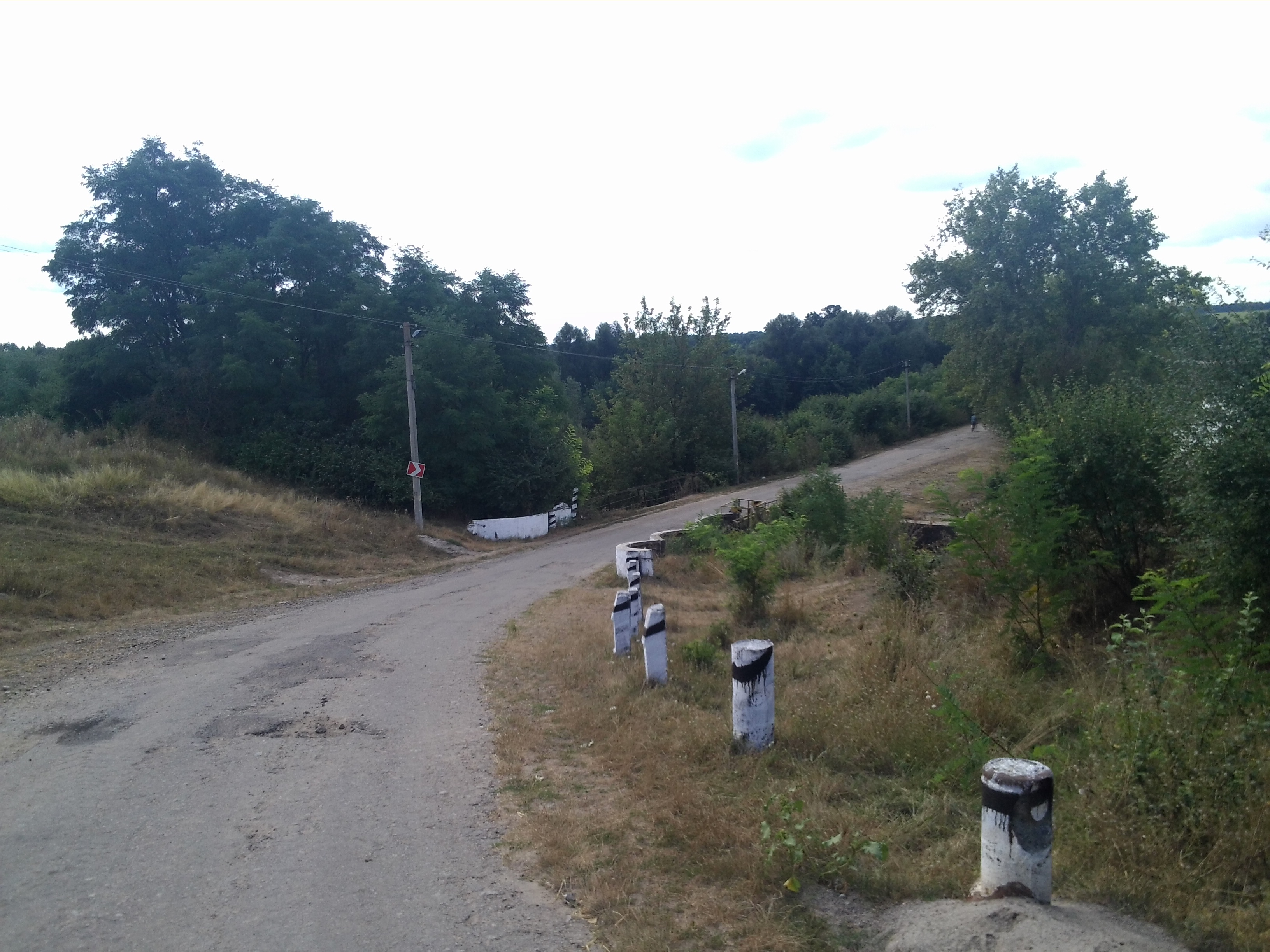
Міст через річку
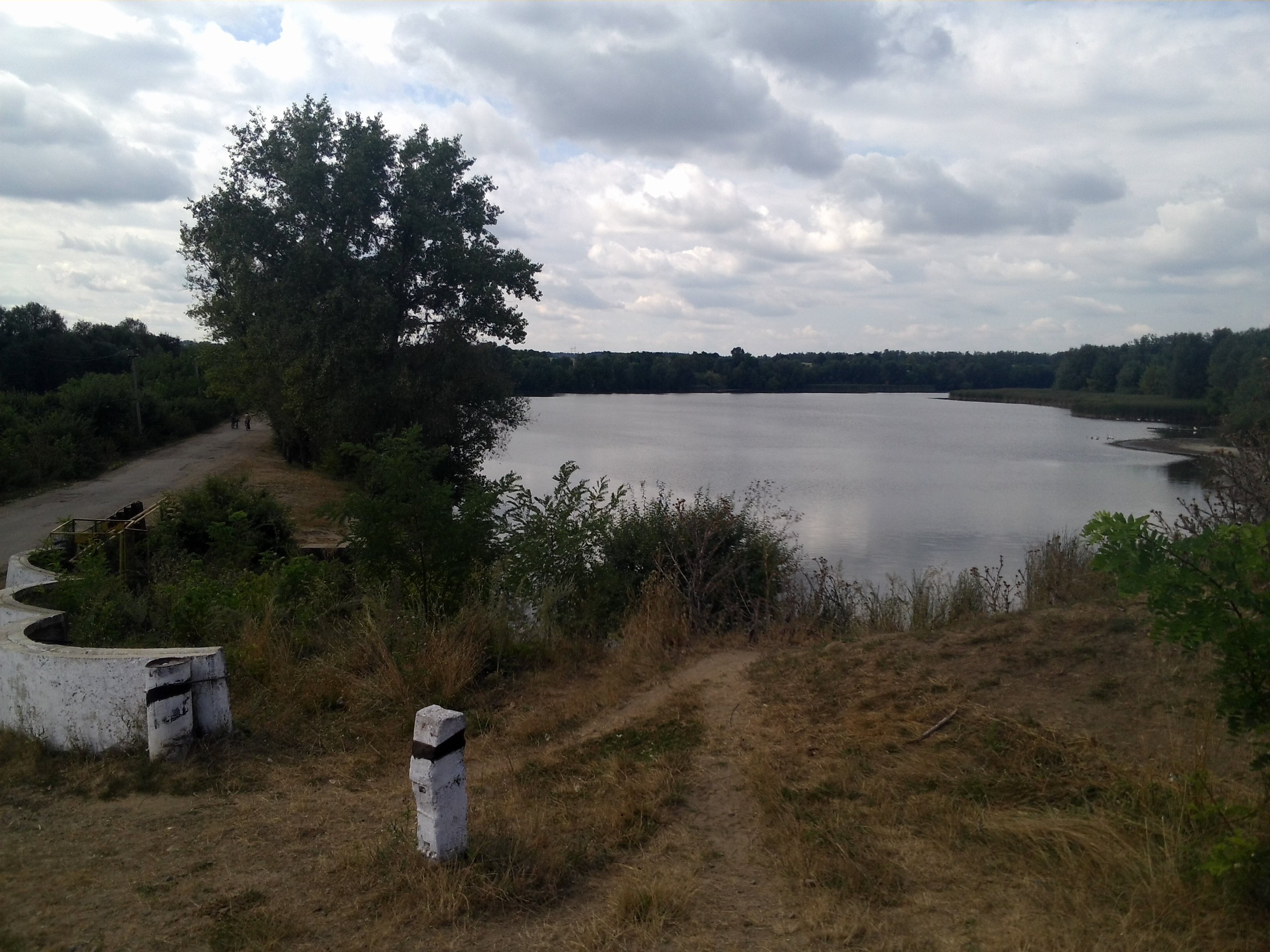
Ставок на річці Сібок
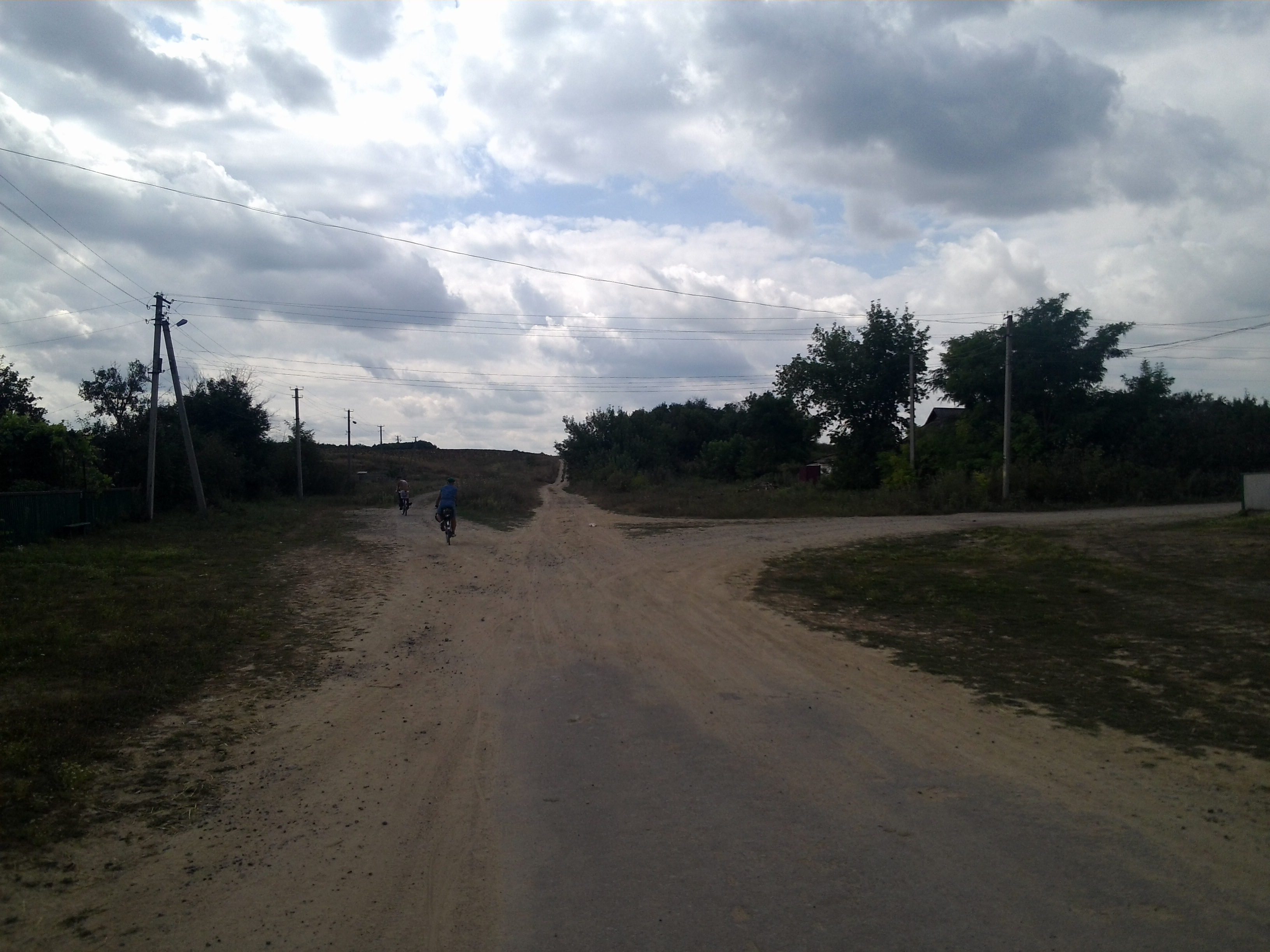
Роздоріжжя на кратер та на с. Жорнище
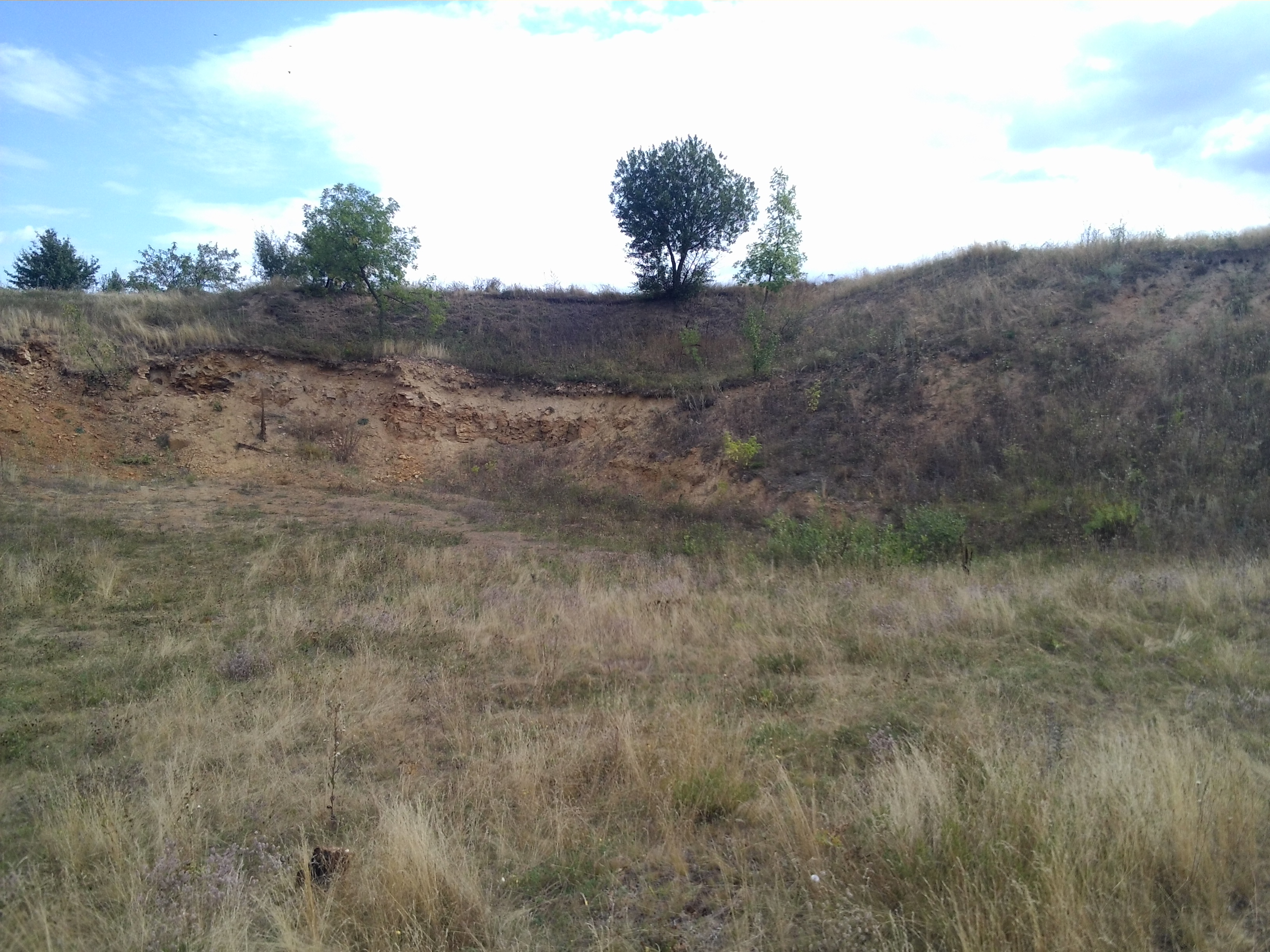
Кратер № 13 Іллінецької астроблеми
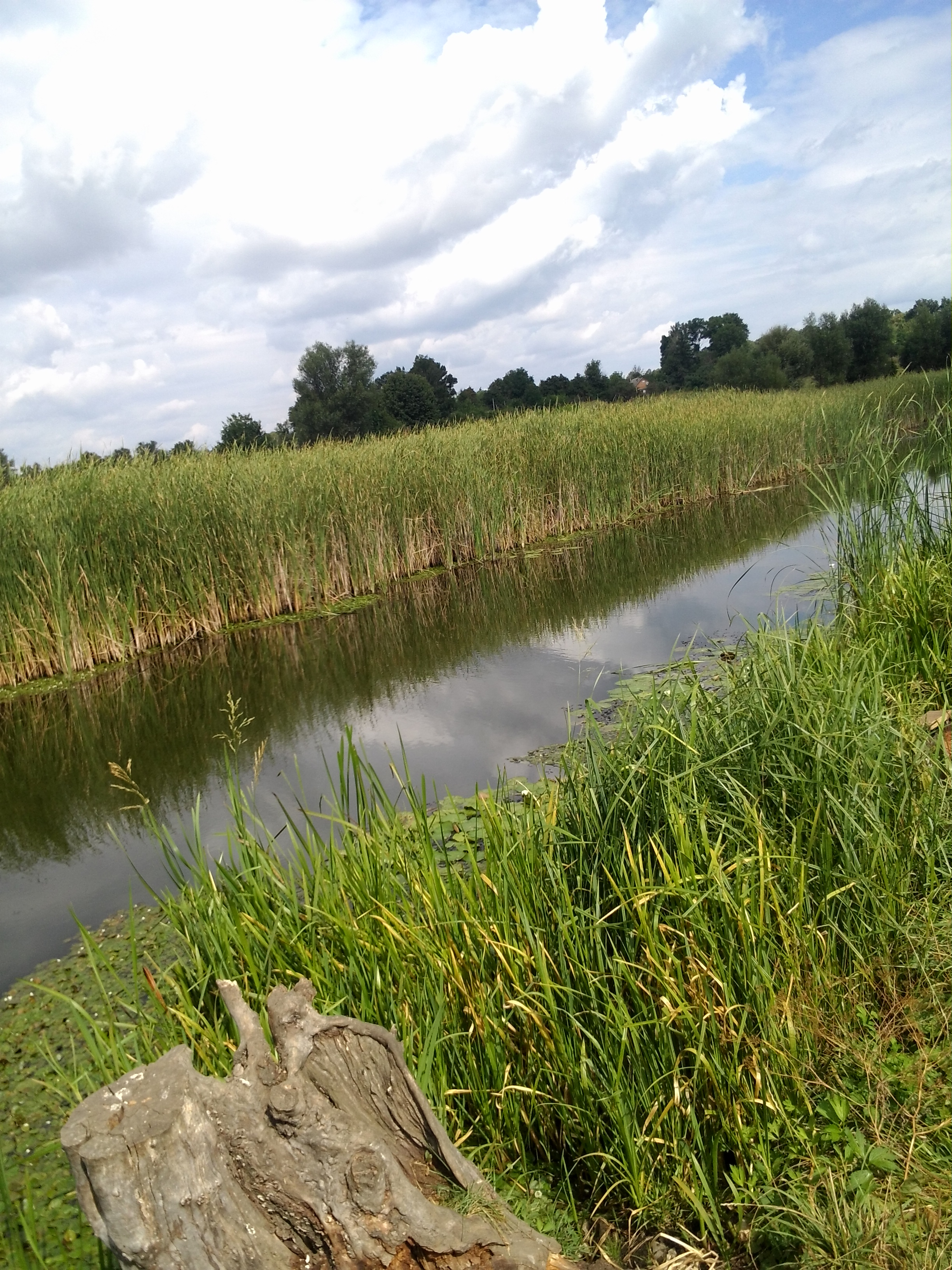
Річка Собок в районі кратера